# 文月晃
文月晃（日语：／ Fumizuki Kō，3月8日—），日本漫畫家。出身於福岡縣。
1995年以首次亮相。雖然活躍於成人漫畫，但之後轉向一般大眾。代表作《青出於藍》可以說是本身在青年雜誌上的第一部作品，從1998年開始在《Young Animal》上連載，並於2002年被動畫化。

## 作品列表
- （1995年，WANI MAGAZINE社（日语：ワニマガジン社））
- 少女發熱（1996年，WANI MAGAZINE社）
- 與你相逢（1997年，WANI MAGAZINE社）
- 戀愛方程式（1998年，WANI MAGAZINE社）
- 青出於藍[1]（1998年—2005年，白泉社，全17冊）
- 海神的巫女（日语：海の御先）（2007年—2014年，白泉社，全15冊）
- 頂！（2011年—，白泉社）
- （2015年—2016年，白泉社，全3冊）

## 遊戲
- 對戰麻雀 快樂天（日语：ホットギミック (ゲーム)）（1998年，人物設定）

## 助理經驗者
- 松本剛志（日语：まつもと剛志）
- 筧秀隆

## 相關項目
- 日本漫畫家列表
- 日本成人漫畫家列表（日语：日本の成人向け漫画家の一覧）